# Mahmúd Számi el-Bárúdi
Mahmúd Számi el-Bárúdi pasa (arab írással محمود باشا سامي البارودي; tudományos átiratban Maḥmūd bāšā Sāmī al-Bārūdī; 1839. október 6. – Kairó, 1904 decembere) cserkesz származású egyiptomi katonatiszt, költő és politikus, az Egyiptomi Alkirályság miniszterelnöke volt a külföldi befolyás ellen irányuló Urábi-felkelés idején. Tevékenységéért 17 évre Ceylonba száműzték, ahol aktív irodalmi munkásságot fejtett ki.

## Életútja

### Katonai pályafutása
A mamlúk arisztokráciából származott, őseit az 1422–1438 között uralkodó szultán, Barszbáj fivéréig tudta visszavezetni. Apja a tüzérség tisztje volt Muhammad Ali Pasa szolgálatában, majd a szudáni Dongola parancsnokaként érte a halál, amikor fia hétéves volt. Ezután a rokonai nevelték fel. 1851–1855 között elvégezte a kairói tisztképzőt, majd Isztambulba került, ahol az egyiptomi külügyek titkáraként szolgált. A művelt fiatal tiszt megragadta az 1863-ban Isztambulba látogató Iszmáíl khedive figyelmét, aki magával vitte Egyiptomba, és az alkirályi testőrség tisztjévé és parancsnokává tette.
1863-64 során részt vett a Párizsba és Londonba menesztett katonai misszióban. 1866-ban az Iszmáíl által a krétai felkelés leverésére küldött csapatokkal harcolt, szolgálataiért pedig megkapta az Oszmán-érdemrend negyedik fokozatát. Hazatérve a gárda parancsnoksága mellett khedivei magántitkár is lett, és 1874-től diplomáciai feladatokat látott el Isztambulban a boszniai felkelés és a bulgáriai felkelés idején, majd harcolt az 1877–1878-as orosz–török háborúban. Bátorságával ismét kitüntetéseket szerzett: a Medzsid-rend harmadik fokozatát és a Saraf-érdemrendet. Hazatérése után, 1879-ben a Keleti tartomány vezetője, 1880-ban pedig Kairó kormányzója lett, eközben 1879–1882 között a vezérkar újjászervezésével foglalkozott, már altábornagyi rangban.

### Kormányzati szerepvállalása
1879 júliusától 1881 szeptemberéig Muhammad Saríf Pasa, Taufík khedive és Musztafa Rijád Pasa kormányaiban ő volt a muszlim kegyes adományokért felelős miniszter. Ilyen minőségben szorgalmazta az örökzálogok felülvizsgálatát, és az így befolyt összegeket közmunkákra fordította: mecseteket és lakásokat építtetett, illetve megvetette az Alkirályi Könyvtár alapjait. 1881 szeptemberében az Ahmad Urábi vezette egyiptomi származású tisztek vezetésével a hadsereg rákényszerítette az alkirályt az oszmán eredetű tisztikar privilégiumait óvó kormány leváltására, és a hadügyi tárcát az arabbarát Bárúdi kapta meg. Augusztusban Taufík alkirály megkísérelte leváltani, de a nacionalista erők visszakozásra kényszerítették, és helyét az újonnan kinevezett Saríf Pasa kormányában is megtarthatta.

### Miniszterelnöksége
1882. január 8-án a brit és francia kormányzat közös jegyzéket juttatott Egyiptomba, amelyben beavatkozással fenyegettek arra az esetre, ha a khedive hatalma veszélybe kerülne. Taufík külföldiektől való függésének ilyen nyílt demonstrációja nacionalista fellángoláshoz vezetett a nemrég megnövelt jogköröket kapó Képviselőtanácsban. Február 4-én a Képviselőtanács döntése értelmében Számi al-Bárúdi kapott miniszterelnöki kinevezést: kormányában Urábi lett a hadügyminiszter, és több más tárcát is egyiptomi arabok tölthettek be. Bárúdi a belügyi tárcát is vezette kormányában.
A forradalminak vagy nemzetinek nevezett kormány számos jelentős intézkedést hozott. Új alkotmányt fogadtak el, amelyben tovább növelték a Képviselőtanács jogköreit. A hadsereg számos tisztjét is leváltották, és végre arab tisztek is magasabb rangokhoz juthattak. Áprilisban felszámoltak egy török-cserkesz körökben szerveződő összeesküvést, melynek tagjait Szudánba száműzték, ám a franciák és britek támogatásukról biztosították a hatalmát féltő alkirályt, aki május elején az összeesküvésért száműzött tisztek ítéletét általános száműzetésre enyhítette (azaz nem kellett Szudánban maradniuk). Az eset hatalmas felháborodást váltott ki; egyesek már Taufík leváltását javasolták, míg a nyugati hatalmak Urábi menesztését követelték. A Bárúdi-kormány június 17-én le is mondott. Bár Urábi megtartotta hadügyi tárcáját, maga al-Bárúdi Iszmáíl Rágib Pasa új kormányában már nem vállalt szerepet.

### Száműzése és halála
A britek rövidesen megszállták Egyiptomot. Az Urábi-felkelés vezetőit elfogták, köztük al-Bárúdit is, akit először halálra, majd száműzetésre ítéltek. 17 éven át a szintén brit uralom alatt álló Ceylonban élt, ahol angolul tanult, illetve az arab nyelvet tanította, közben sokat foglalkozott az irodalommal is. II. Abbász alkirály 1900-ban kiadott amnesztiája után hazatért, de élete hátralévő részét elvonultságban élte le.

## Irodalmi munkássága
Bárúdi már tanulmányai során komoly érdeklődést mutatott a klasszikus, középkori arab irodalom iránt, de perzsa és török nyelven is olvasott, később pedig az angol és francia nyelvű kortárs irodalmat is tanulmányozta. Különösen száműzetése idején foglalkozott aktívan az irodalommal. Egyik fő munkája egy válogatás: a Muhtárát al-Bárúdi („al-Bárúdi válogatásai”). Ebben az abbászida-kor harminc kiemelkedő „modern” (muhdasz vagy muvallad) költőjének közel 40 000 sornyi versét gyűjtötte össze hét tematikus részre osztva, ezeken belül időrendben haladva. A mű négy kötetben jelent meg, 1909-1911 között.
A klasszikus irodalom tanulmányozása mellett Bárúdi jelentős saját költészeti munkássággal rendelkezett, a 19. századi egyiptomi irodalmi fellendülés (ld. nahda) egyik jeles alakja volt. Formai tekintetben a középkori költészet nyomdokain járt, annak minden formai és stilisztikai eszközét használta. Bizonyos esetekben kifejezetten utánzott egyes kaszídákat (azonos rímbetű, azonos versmérték használata). Verseinek csak a formája archaikus, tartalmuk modern: saját érzéseit és gondolatait, így hazaszeretetét és a száműzetés nehézségeit, illetve a korabeli társadalmi problémákról alkotott véleményét is tükrözik. Költeményeit halála után az özvegye jelentette meg Díván al-Bárúdi (al-Bárúdi verseskötete, 1906) címen.